# Världsmästerskapen i orientering 2006
Världsmästerskapen i orientering 2006  hölls 1-5 augusti 2006 i Århus och Silkeborg i Danmark. Det var andra gången världsmästerskapen i orientering hölls i Danmark, första gången var då Silkeborg var arrangörsort 1974.

## Medaljörer

### Herrar

#### Långdistans
1. Jani Lakanen, Finland 1.45.01,0
2. Marc Lauenstein, Schweiz 1.46.10,5
3. Andrey Khramov, Ryssland 1.46.41,2

#### Medeldistans
1. Holger Hott Johansen, Norge 35.49,4
2. Jarkko Huovila, Finland 35.58,3
3. Jamie Stevenson, Storbritannien 36.00,0

#### Sprint
1. Emil Wingstedt, Sverige 13.35,3
2. Daniel Hubmann, Schweiz 13.36,3
3. Claus Bloch, Danmark 13.37,0

#### Stafett
1. Ryssland (Roman Efimov, Andrej Chramov, Valentin Novikov) 2.11.41
2. Finland (Mats Haldin, Jarkko Huovila, Jani Lakanen) 2.15.44
3. Sverige (Niclas Jonasson, Emil Wingstedt, Mattias Karlsson) 2.18.22

### Damer

#### Långdistans
1. Simone Niggli-Luder, Schweiz 1.19.50,4
2. Marianne Andersen, Norge 1.20.16,1
3. Dana Brožková, Tjeckien 1.22.42,4

#### Medeldistans
1. Simone Niggli-Luder, Schweiz 33.58,1
2. Marianne Andersen, Norge 34.20,5
3. Tatiana Ryabkina, Ryssland 36.13,9

#### Sprint
1. Hanny Allston, Australien 13.13,3
2. Simone Niggli-Luder, Schweiz 13.19,1
3. Kajsa Nilsson, Sverige 13.24,3

#### Stafett
1. Finland (Paula Haapakoski, Heli Jukkola, Minna Kauppi) 2.21.05
2. Sverige (Jenny Johansson, Kajsa Nilsson, Karolina A. Højsgaard) 2.22.16
3. Schweiz (Martina Fritschy, Vroni König-Salmi, Simone Niggli-Luder) 2.22.55